# بير سفينسون
بير سفينسون (بالسويدية: Per Svensson)‏ هو ممثل سويدي، ولد في 19 يونيو 1965 في السويد.

## وصلات خارجية
- بير سفينسون على موقع IMDb (الإنجليزية)
- بير سفينسون على موقع قاعدة بيانات الأفلام السويدية (السويدية)
- بير سفينسون على موقع قاعدة بيانات الفيلم (الإنجليزية)